# Billboard Music Awards 2024
Die Billboard Music Awards 2024 fanden am 12. Dezember 2024 statt. Sie war dezentral organisiert und wurde von verschiedenen Orten ausgestrahlt. Die Verleihung wurde von Paramount+ sowie Fox und Amazon Fire TV ausgestrahlt. Es war die 31. Ausgabe der Billboard Music Awards. Die Moderation übernahmen Marriott Bonvoy als Präsentatorin und Michelle Buteau als Gastgeberin.

## Auftritte
| Künstler      | Lieder                                                       | Ort                           |
| ------------- | ------------------------------------------------------------ | ----------------------------- |
| Shaboozey     | A Bar Song (Tipsy)                                           | W Hotel Hollywood             |
| Teddy Swims   | Bad Dreams                                                   | Los Angeles                   |
| Megan Moroney | Man on the Moon                                              | Nashville                     |
| Tyla          | Push 2 Start Shake Ah (featuring Optimist ZA and Ez Maestro) | The Counting House, London    |
| Jelly Roll    | I Am Not Okay                                                | Little Caesars Arena, Detroit |
| Stray Kids    | Chk Chk Boom JJAM                                            | Los Angeles                   |
| Coldplay      | All My Love                                                  | Accor Stadium, Sydney         |
| Teddy Swims   | Lose Control                                                 | Los Angeles                   |
| Fuerza Regida | Pero No Te Enamores Nel                                      | Mayan Theater, Los Angeles    |
| Seventeen     | Love, Money, Fame                                            | Los Angeles                   |
| Shaboozey     | Highway                                                      | W Hotel Hollywood             |
| Jelly Roll    | Liar                                                         | Little Caesars Arena, Detroit |
| Linkin Park   | The Emptiness Machine                                        | Allianz Parque, São Paulo     |

## Auszeichnungen
Die Gewinner sind fett hinterlegt.
| Bester Künstler | Bester neuer Künstler | Bester männlicher Künstler |
| --- | --- | --- |
| - Taylor Swift - Zach Bryan - Sabrina Carpenter - Drake - Morgan Wallen | - Chappell Roan - Benson Boone - Tommy Richman - Shaboozey - Teddy Swims | - Morgan Wallen - Zach Bryan - Luke Combs - Drake - Post Malone |
| Beste weibliche Künstlerin | Beste(s) Duo/Group | Bester Billboard-200-Künstler |
| - Taylor Swift - Sabrina Carpenter - Billie Eilish - Chappell Roan - SZA | - Fuerza Regida - Blink-182 - Coldplay - Linkin Park - Stray Kids | - Taylor Swift - Zach Bryan - Drake - SZA - Morgan Wallen |
| Bester Hot-100-Künstler | Bester Hot-100-Songwriter | Bester Hot-100-Produzent |
| - Taylor Swift - Zach Bryan - Sabrina Carpenter - Billie Eilish - Morgan Wallen | - Taylor Swift - Amy Allen - Jack Antonoff - Zach Bryan - Kendrick Lamar | - Jack Antonoff - Zach Bryan - Daniel Nigro - Finneas O’Connell - Taylor Swift |
| Bester Streaming Künstler | Bester Radiosong-Künstler | Bester Künstler nach Liedverkäufen |
| - Taylor Swift - Zach Bryan - Sabrina Carpenter - Kendrick Lamar - Morgan Wallen | - Taylor Swift - Sabrina Carpenter - Doja Cat - SZA - Morgan Wallen | - Shaboozey - Jelly Roll - Jung Kook - Taylor Swift - Teddy Swims |
| Bester globaler Top-200 Künstler | Bester globaler Künstler | Bester R&B-Künstler |
| - Taylor Swift - Sabrina Carpenter - Billie Eilish - Ariana Grande - The Weeknd | - Taylor Swift - Sabrina Carpenter - Billie Eilish - Ariana Grande - The Weeknd | - SZA - Brent Faiyaz - Tommy Richman - Tyla - The Weeknd |
| Bester männlicher R&B-Künstler | Beste weibliche R&B-Künstlerin | Bester R&B-Touring-Künstler |
| - Tommy Richman - Brent Faiyaz - The Weeknd | - SZA - Muni Long - Tyla | - Bruno Mars - Chris Brown - Usher |
| Bester Rap-Künstler | Bester männlicher Rap-Künstler | Beste weibliche Rap-Künstlerin |
| - Drake - Future - Kendrick Lamar - Metro Boomin - Travis Scott | - Drake - Kendrick Lamar - Travis Scott | - Doja Cat - GloRilla - Nicki Minaj |
| Bester Rap-Touring-Künstler | Bester Country-Künstler | Bester männlicher Country-Künstler |
| - Travis Scott - Nicki Minaj - Suicideboys | - Morgan Wallen - Zach Bryan - Luke Combs - Post Malone - Chris Stapleton | - Morgan Wallen - Zach Bryan - Luke Combs |
| Beste weibliche Country-Künstlerin | Beste(s) Country-Duo/Gruppe | Bester Country-Touring-Künstler |
| - Beyoncé - Megan Moroney - Lainey Wilson | - The Red Clay Strays - Zac Brown Band - Treaty Oak Revival | - Zach Bryan - Kenny Chesney - Luke Combs |
| Bester Rock-Künstler | Beste(s) Rock-Duo/Gruppe | Bester Rock-Touring-Künstler |
| - Zach Bryan - Hozier - Jelly Roll - Noah Kahan - Linkin Park | - Linkin Park - Good Neighbours - The Red Clay Strays | - Coldplay - The Rolling Stones - Bruce Springsteen & The E Street Band |
| Bester Hard-Rock-Künstler | Bester Latin-Künstler | Bester männlicher Latin-Künstler |
| - Linkin Park - Bad Omens - Hardy | - Bad Bunny - Fuerza Regida - Junior H - Karol G - Peso Pluma | - Bad Bunny - Junior H - Peso Pluma |
| Beste weibliche Latin-Künstlerin | Beste(s) Latin-Duo/Gruppe | Bester Latin-Touring-Künstler |
| - Karol G - Shakira - Kali Uchis | - Fuerza Regida - Eslabon Armado - Grupo Frontera | - Luis Miguel - Bad Bunny - Karol G |
| Bester globaler K-Pop-Künstler | Top K-Pop Touring Artist | Top Afrobeats Artist |
| - Stray Kids - Enhypen - Jimin - Jung Kook - Tomorrow X Together | - Seventeen - Enhypen - Tomorrow X Together | - Tyla - Asake - Burna Boy - Rema - Tems |
| Top Dance/Electronic Artist | Bester christlicher Künstler | Bester Gospel-Künstler |
| - Charli xcx - Beyoncé - The Chainsmokers - Dua Lipa - Calvin Harris | - Elevation Worship - Lauren Daigle - Forrest Frank - Brandon Lake - Anne Wilson | - CeCe Winans - Kirk Franklin - Maverick City Music - Chandler Moore - Naomi Raine |
| Bestes Billboard-200-Album | Bester Soundtrack | Bestes R&B-Album |
| - Taylor Swift – The Tortured Poets Department - Zach Bryan – Zach Bryan - Drake – For All the Dogs - Noah Kahan – Stick Season - Taylor Swift – 1989 (Taylor’s version)                                    | - Trolls Band Together - Hazbin Hotel: Season One - Twisters: The Album - Wish - Wonka | - Chris Brown – 11:11 - Brent Faiyaz – Larger Than Life - PartyNextDoor – PartyNextDorr 4 - Bryson Tiller – Bryson Tiller - Tyla – Tyla |
| Bestes Rap-Album | Bestes Country-Album | Bestes Rock-Album |
| - Drake – For All the Dogs - 21 Savage – American Dream - Future & Metro Boomin – We Don’t Trust You - Nicki Minaj – Pink Friday 2 - Rod Wave – Nostalgia                                                   | - Zach Bryan – Zach Bryan - Beyoncé – Cowboy Carter - Zach Bryan – The Greeat American Bar Scene - Chris Stapleton – Higher - Bailey Zimmerman – Religiously. The Album.                                                                                                | - Noah Kahan – Stick Season - Hardy – The Mockingbird & The Crow - Jelly Roll – Whitsitt Chapel - Noah Kahan – Stick Season - Steve Lacy – Gemini Rights |
| Top Hard Rock Album | Top Latin Album | Top K-Pop Album |
| - Sleep Token – Take Me Back to Eden - Bring Me the Horizon – Post Human: Nex Gen - Falling in Reverse – Popular Monster - Hardy – Quit!! - Pearl Jam – Dark Matter                                         | - Bad Bunny – Nadie Sabie Lo Que Va a Pasar Mañana - Fuerza Regida – Pa Las Baby's y Belikeada - Grupo Frontera – El Comienzo - Junior H – $ad Boyz 4 Life II - Karol G – Mañana Será Bonito (Bichota Season)                                                           | - Jungkook – Golden - Ateez – The World EP.Fin: Will - Stray Kids – Rock-Star - Stray Kids – Ate - Tomorrow X Together – The Name Chapter: Freefall |
| Top Dance/Electronic Album | Top Christian Album | Top Gospel Album |
| - Charli XCX – Brat - Jungle – Volcano - Odetari – XIII Sorrows - Troye Sivan – Something to Give Each Other - John Summit – Comfort in Chaos                                                               | - Maverick City Music, Chandler Moore & Naomi Raine – The Maverick Way Complete: Complete Vol 02 - Elevation Worship – Can You Imagine? - Forrest Frank – Child of God - Brandon Lake – Coat of Many Colors - Katy Nichole – Jesus Changed My Life                      | - Maverick City Music, Chandler Moore & Naomi Raine – The Maverick Way Complete: Complete Vol 02 - Kirk Franklin – Father's Day - Koryn Hawthorne – On God - CeCe Winans – More Than This - Naomi Raine – Cover the Earth: Live in New York                                                                   |
| Top Hot 100 Song | Top Streaming Song | Top Radio Song |
| - Teddy Swims – Lose Control - Benson Boone – Beautiful Things - Jack Harlow – Lovin on Me - Post Malone featuring Morgan Wallen – I Had Some Help - Shaboozey – A Bar Song (Tipsy)                         | - Zach Bryan featuring Kacey Musgraves – I Remember Everything - Kendrick Lamar – Not Like Us - Post Malone featuring Morgan Wallen – I Had Some Help - Shaboozey – A Bar Song (Tipsy) - Teddy Swims – Lose Control                                                     | - Teddy Swims – Lose Control - Benson Boone – Beautiful Things - Jack Harlow – Lovin on Me - Tate McRae – Greedy - Taylor Swift – Cruel Summer |
| Top Selling Song | Top Collaboration | Top Billboard Global 200 Song |
| - Shaboozey – A Bar Song (Tipsy) - Benson Boone – Beautiful Things - Jungkook – Standing Next to You - Post Malone featuring Morgan Wallen – I Had Some Help - Teddy Swims – Lose Control                   | - Post Malone featuring Morgan Wallen – I Had Some Help - Zach Bryan featuring Kacey Musgraves – I Remember Everything - Future, Metro Boomin & Kendrick Lamar – Like That - Taylor Swift featuring Post Malone – Fortnight - Morgan Wallen featuring Ernest – Cowgirls | - Benson Boone – Beautiful Things - Sabrina Carpenter – Espresso - Tate McRae – Greedy - Taylor Swift – Cruel Summer - Teddy Swims – Lose Control |
| Top Billboard Global (Excl. U.S.) Song | Top R&B Song | Top Rap Song |
| - Benson Boone – Beautiful Things - Sabrina Carpenter – Espresso - Tate McRae – Greedy - Taylor Swift – Cruel Summer - Teddy Swims – Lose Control                                                           | - Tommy Richman – Million Dollar Baby - 4Batz featuring Drake – Act II: Date @ 8 (Remix) - Muni Long – Made for Me - SZA – Saturn - Tyla – Water | - Kendrick Lamar – Not Like Us - Doja Cat – Agora Hills - Doja Cat – Paint the Town Red - Future, Metro Boomin & Kendrick Lamar – Like That - Jack Harlow – Lovin on Me |
| Top Country Song | Top Rock Song | Top Hard Rock Song |
| - Shaboozey – A Bar Song (Tipsy) - Zach Bryan featuring Kacey Musgraves – I Remember Everything - Dasha – Austin - Post Malone featuring Morgan Wallen – I Had Some Help - Morgan Wallen – Thinkin' Bout Me | - Zach Bryan featuring Kacey Musgraves – I Remember Everything - Zach Bryan – Pink Skies - Djo – End of Beginning - Hozier – Too Sweet - Noah Kahan – Stick Season | - Falling In Reverse featuring Jelly Roll – All My Life - Falling In Reverse, Tech N9ne & Alex Terrible – Ronald - Hardy – Psycho - Linkin Park – The Emptiness Machine - Superheaven – Youngest Daughter |
| Top Latin Song | Top Global K-Pop Song | Top Afrobeats Song |
| - FloyyMenor & Cris MJ – Gata Only - Bad Bunny – Monaco - Bad Bunny & Feid – Perro Negro - Karol G & Peso Pluma – Qlona - Xavi – La Diabla                                                                  | - Jungkook – Standing Next to You - Illit – Magnetic - Jimin – Who - Jungkook featuring Jack Harlow – 3D - Le Sserafim – Perfect Night | - Tyla – Water - Adam Port & Stryv featuring Malachiii – Move - Tems – Me & U - Tyla – Truth or Dare - Tyla, Gunna & Skillibeng – Jump |
| Top Dance/Electronic Song | Top Christian Song | Top Gospel Song |
| - Dua Lipa – Houdini - Dua Lipa – Illusion - Kenya Grace – Strangers - Ariana Grande – Yes, And? - Marshmello & Kane Brown – Miles on It                                                                    | - Elevation Worship featuring Brandon Lake, Chris Brown & Chandler Moore – Praise - Forrest Frank – Good Day - Josiah Queen – The Prodigal - Seph Schlueter – Counting My Blessings - Tauren Wells, We the Kingdom & Davies – Take It All Back                          | - CeCe Winans – That's My King - Koryn Hawthorne – Look at God - Maverick City Music, Chandler Moore & Naomi Raine – God Problems - Maverick City Music, Chandler Moore & Naomi Raine featuring Tasha Cobbs Leonard – In the Room - Victor Thompson & Gunna featuring Ehis D'Greatest – This Year (Blessings) |